# Comaroma mendocino
Espèce
Synonymes
- Archerius mendocino Levi, 1957

Comaroma mendocino est une espèce d'araignées aranéomorphes de la famille des Anapidae.

## Distribution
Cette espèce est endémique de Californie aux États-Unis,.

## Publication originale
- Levi, 1957 : The North American spider genera Paratheridula, Tekellina, Pholcomma and Archerius (Araneae: Theridiidae). Transactions of the American Microscopical Society, vol. 76, p. 105-115.